# Tallie Medel
Tallie Medel est une actrice américaine née le 10 mai 1986 à Ketchikan en Alaska.

## Filmographie

### Cinéma
- 2007 : I'm Nostalgic : Sarah
- 2008 : Trust : Sydney
- 2011 : Acid
- 2012 : The Unspeakable Act : Jackie Kimball
- 2012 : See You Then, Then
- 2014 : Joy Kevin : Joy
- 2014 : Uncertain Terms : Jean
- 2015 : Stinking Heaven : Courtney
- 2015 : Valedictorian : Kay
- 2015 : Muck : Mel
- 2015 : Sea Beach Local : Amy
- 2015 : Abby Singer/Songwriter : la vampire
- 2015 : Cast Party
- 2015 : Six Cents in the Pocket : Joanne
- 2016 : Little Sister : une danseuse
- 2016 : The Arbalest : Sylvia Frank
- 2017 : Sylvio : Maggie
- 2017 : Parthenon : l'artiste
- 2017 : Snowy Bing Bongs Across the North Star Combat Zone
- 2017 : A Lack of Dating in Brooklyn : Jill
- 2017 : Turyn Goes to the Club : Big Momma
- 2018 : Notes on an Appearance : Madeleine
- 2018 : Ada
- 2018 : Jules of Light and Dark : Maya
- 2019 : Fourteen : Mara
- 2019 : Togetherly : Charlie Squarestein
- 2019 : Dick Pics! (A Documentary)
- 2020 : Omniboat: A Fast Boat Fantasia
- 2020 : The Carnivores : Alice
- 2021 : Death Valley
- 2022 : Everything Everywhere All at Once : Becky Sregor
- 2022 : A Brief and Passing Thing : la mère
- 2023 : Romance Package for Two : Judy
- 2023 : Indoor Baseball : Noel
- 2024 : Chicle : Amy

### Télévision
- 2012 : The Chris Gethard Show: Public Access : une danseuse (1 épisode)
- 2014 : Gart Saves the Graveyard : Andy (5 épisodes)
- 2015 : Inside Amy Schumer : Frankie (1 épisode)
- 2015 : Roommates : une invitée (1 épisode)
- 2015-2018 : Tge Special Without Brett Davis : plusieurs rôles (7 épisodes)
- 2018 : Brooklynification : Amy (2 épisodes)
- 2019 : Broad City (1 épisode)
- 2019 : Marlon Brando